# Royal Bank Plaza

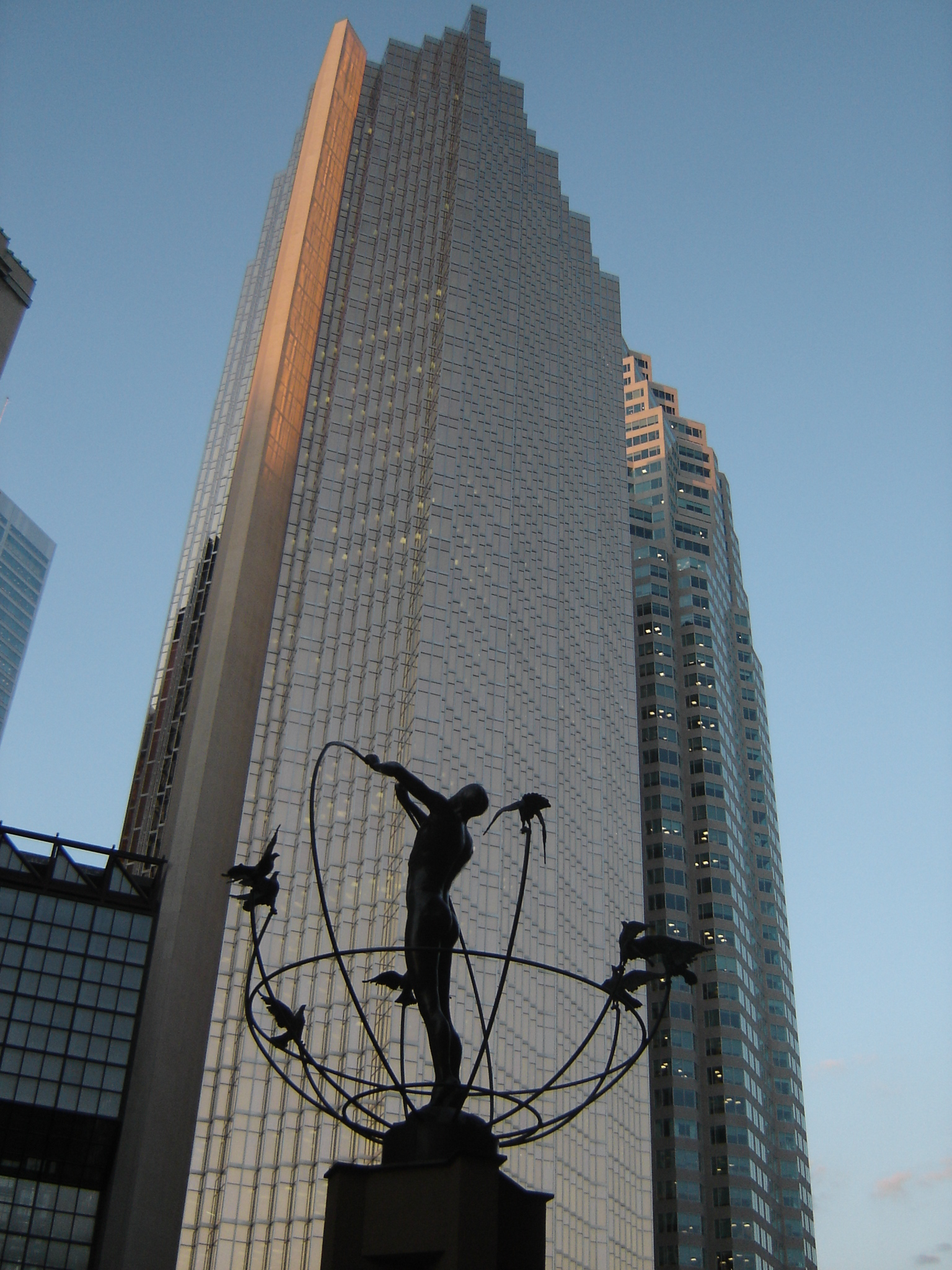
La tour sud du complexe Royal Bank Plaza

Le Royal Bank Plaza est un ensemble de deux gratte-ciel à Toronto. Il a été bâti en 1976 et est l'œuvre du cabinet d'architectes Webb Zerafa Menkes Housden Partnership. 
Sa tour sud culmine à 180 mètres, et compte 41 étages, faisant de ce bâtiment le 10e plus haut de la ville, après la Royal Trust Tower (183 mètres, 56 étages) appartenant au complexe TD Tower, et avant le One King Street West (176,2 mètres, 51 étages). Sa tour nord mesure 114 mètres, et compte 26 étages.
Sans être le siège de la Banque royale du Canada (qui se trouve à Montréal), d'où il tire son nom, il abrite ses principaux bureaux dans le pays.